# Rhabdotis aulica
Rhabdotis aulica (Fabricius, 1781) là một loài bọ cánh cứng trong họ Scarabaeidae, được tìm thấy ở châu Phi. Con trưởng thành dài khoảng 25mm, ăn hoa và quả, đẻ trứng trên dê và phân chuồng.

## Phân loài
- Rhabdotis aulica ssp. impunctata Allard, 1992
- Rhabdotis aulica ssp. perpunctata Allard, 1992

## Hình ảnh

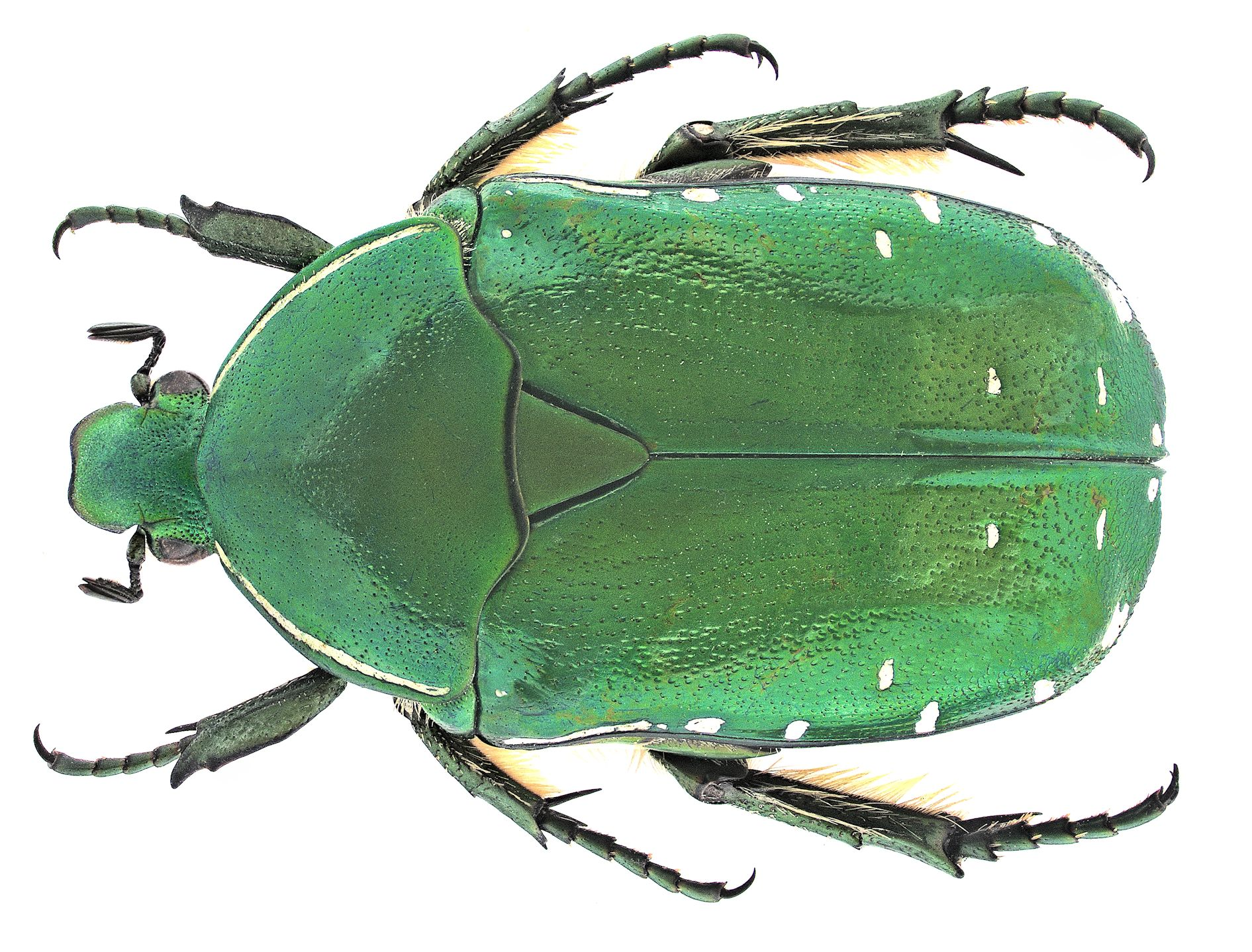